# كيليتا سميث
كيليتا سميث (بالإنجليزية: Kellita Smith)‏ هي عارضة وممثلة أمريكية، ولدت في 15 يناير 1969 بشيكاغو في الولايات المتحدة. بدأت مشوارها المهني سنة 1993.

## أعمال

### مسلسلات
- عرض بيرني ماك

## وصلات خارجية
- كيليتا سميث على موقع IMDb (الإنجليزية)
- كيليتا سميث على موقع إن إن دي بي (الإنجليزية)
- كيليتا سميث على موقع قاعدة بيانات الفيلم (الإنجليزية)